# Grands Prix automobiles de la saison 1910
1909 1911
La saison de Grands Prix automobiles 1910 est la cinquième saison de Grand Prix de l'histoire du sport automobile. Elle ne comportait aucune Grande Épreuve.

## Grands Prix de la saison
| Grand Prix               | Circuit          | Date         | Pilote vainqueur        | Constructeur vainqueur | Résultats |
| ------------------------ | ---------------- | ------------ | ----------------------- | ---------------------- | --------- |
| Targa Florio             | Madonies         | 15 mai       | Franco Tullio Cariolato | Franco                 | Résumé    |
| Corsa Vetturette Madonie | Madonies         | 15 mai       | Georges Boillot         | Lion-Peugeot           | Résumé    |
| Atlanta Race             | Atlanta          | 7 mai        | Tom Kincaid             | National               |           |
| Prest-O-Lite Trophy      | Indianapolis     | 27 mai       | Tom Kincaid             | National               | Résumé    |
| Wheeler-Schebler Trophy  | Indianapolis     | 28 mai       | Ray Harroun             | Marmon                 | Résumé    |
| Coupe de Catalogne       | Maresme          | 29 mai       | Jules Goux              | Peugeot                | Résumé    |
| Cobe Trophy              | Indianapolis     | 4 juillet    | Joe Dawson              | Marmon                 | Résumé    |
| Elgin National Trophy    | Elgin            | 27 août      | Ralph Mulford           | Lozier                 | Résumé    |
| Coupe d’Ostende          | Ostende          | 4 septembre  | Paolo Zuccarelli        | Hispano-Suiza          | Résumé    |
| Coupe des Voiturettes    | Boulogne-sur-Mer | 18 septembre | Paolo Zuccarelli        | Hispano-Suiza          | Résumé    |
| Coupe Vanderbilt         | Long Island      | 1er octobre  | Harry Grant             | Locomotive             | Résumé    |
| Coupe de Normandie       | Caen             | 9 octobre    | Jules Goux              | Lion-Peugeot           | Résumé    |
| Grand Prix d'Amérique    | Savannah         | 12 novembre  | David Bruce-Brown       | Benz                   | Résumé    |
| Free-For-All Race        | Santa Monica     | 24 novembre  | Teddy Tetzlaff          | Lozier                 | Résumé    |

- N.B : en italique, les courses de voiturettes